# Амфијан и Едесије
Свети мученици Амфијан и Едесије су рођена браћа. Рођени су у граду Патари, од родитеља знаменитих али незнабожаца. Када су се школовали у Вириту сазнали су за хришћанство. Када су се вратили кући, више нису могли живети са родитељима и сродницима већ су тајно одбегли у Кесарију Палестинску код презвитера Памфила познатом по светости и духовној учености. Код Памфила су се подучавали хришћанским законима и подвизавали се. За Амфијана се говорило да је телом био 20 година стар, а разумом и великодушношћу столетан. Када је отпочело гоњење хришћана за време владавине цара Максимијана, многи хришћани су побегли из града и сакрили се, док су се други драговољно предали у руке мучитеља, да би пострадали за Христа. Амфијан је био међу овим последњим. Он је дошао у храм где је кнез Урбан приносио жртве идолима, па ухвати кнеза за руку, којом је држао жртву, и викну му, да одустане од служења н жртвоприношења мртвим идолима и да позна Бога истинога. Неки који су чули ове речи и видели оволику храброст Амфијанову покајали су се и примили веру Христову. Кнез разљућен баци Амфијана на муке. Између осталих мука завили су му ноге памуком па запалили. Али кад је остао жив, бацили су га у море са каменом о врату; а море се узбуркало и избацило тело мучениково у град. Едесије је најпре послан у бакарне руднике у Палестину, а потом одведен у Мисир. У Александрији је ударио шамар неком кнезу Јероклу, који је на тргу прикупио хришћанске монахиње, девојке и часне жене, и давао их развратницима на поругање. Због тога је мучен и у море утопљен, као и његов брат Амфијан. Обоје су преминули око 306. године.
Српска православна црква слави их 2. априла по црквеном, а 15. априла по грегоријанском календару.